# Uniwersytet Fryderyka Wilhelma w Bonn
Uniwersytet Fryderyka Wilhelma w Bonn, Reński Uniwersytet Fryderyka Wilhelma w Bonn (niem. Rheinische Friedrich-Wilhelms-Universität Bonn) – niemiecka uczelnia publiczna w Bonn.

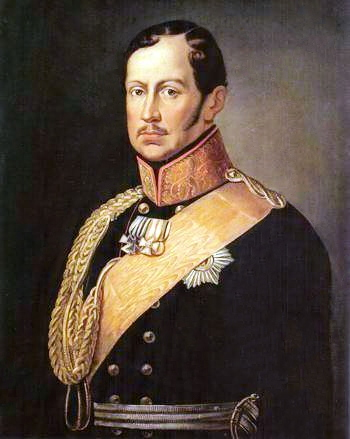
Fryderyk Wilhelm III, fundator uczelni

Został założony 18 października 1818, jako Uniwersytet Renu, przez króla pruskiego Fryderyka Wilhelma III. Uczelnia ta była kontynuatorką Akademii Bońskiej, którą ufundował arcybiskup-elektor koloński Maximilian Friedrich von Königsegg-Rothenfels w 1777 i która działała do 1798, gdy została zlikwidowana po przejęciu księstw nad Renem przez Republikę Francuską w wyniku wygranej wojny Francji ze Świętym Cesarstwem Rzymskim.
Obecnie Uniwersytet Boński jest jedną z największych uczelni niemieckich, zatrudnia on ponad 4500 pracowników naukowych i dydaktycznych i kształci 35 000 studentów na 7  wydziałach
- Wydział Teologii Katolickej (Katholisch-Theologische Fakultät)
- Wydział Teologii Ewangelickiej (Evangelisch-Theologische Fakultät)
- Wydział Prawa, Ekonomii i Nauk Społecznych (Rechts- und Staatswissenschaftliche Fakultät)
- Wydział Medyczny (Medizinische Fakultät)
- Wydział Filozoficzny (Philosophische Fakultät)
- Wydział Matematyczno-Przyrodniczy (Mathematisch-Naturwissenschaftliche Fakultät)
- Wydział Rolny (Landwirtschaftliche Fakultät)

## Absolwenci
Wśród absolwentów i pracowników uczelni było sześciu noblistów:
- Reinhard Selten: ekonomia 1994
- Wolfgang Paul: fizyka 1989
- Luigi Pirandello: literatura 1934
- Otto Wallach: chemia 1910
- Paul Heyse: literatura 1910
- Philipp Lenard: fizyka 1905

oraz laureat Medalu Fieldsa z 1986, Gerd Faltings.
Do znanych absolwentów lub wykładowców uczelni należą również: papież Benedykt XVI, Heinrich Heine, Heinrich Hertz, Karl Marx, Friedrich Nietzsche, Friedrich August Kekulé von Stradonitz, Michael Meyer-Blanck, Joseph Schumpeter, Konrad Adenauer, Max Ernst, Karl Barth, Lisamaria Meirowsky, Stefan Hambura, Edward Strasburger.